# Milva canta per voi
Milva canta per voi, pubblicato nel 1962, è il secondo long playing della cantante italiana Milva.

## Il disco
Anche questo disco, come il precedente 14 successi di Milva raccoglieva vari brani già pubblicati su 45 giri. Anche qui l'interprete canta alcune canzoni francesi (Nulla rimpiangerò, traduzione di Je ne regrette rien di Édith Piaf, Et maintenant, ecc.). L'accompagnamento è spesso curato dall'Orchestra Angelini.

## Edizioni
L'album fu pubblicato in Italia in LP dalla Fonit Cetra, con numero di catalogo LPB 35018 in due edizioni, una con label rossa ed una seconda con label nera.
Fu ristampato nel 1966 con il titolo Milva Vol. II con differente artwork, un intenso primo piano di Milva in bianco e nero e la scritta del titolo del disco in arancio, lo stesso delle due ristampe italiane dell'album di debutto della cantante 14 successi di Milva. La stessa foto verrà utilizzata anche per l'album Milva.
L'album fu distribuito nello stesso anno anche in Turchia, con foto di copertina ed artwork differente. 
Nel 1974 fu distribuito in Spagna dall'etichetta Zafiro, utilizzando un artwork ancora differente.
L'album è presente anche sulle piattaforme digitali e sui servizi di streaming.

## Tracce
Lato A
1. Nulla Rimpiangerò (Dumont - Notorius)
2. Che mai farò (Et maintenant) (Gilbert Bécaud - Michele Straniero)
3. Venezia t'amo (Cino Tortorella - Antonio De Paolis[1])
4. Violino tzigano (Cesare Andrea Bixio - Bixio Cherubini)
5. Napule ca se sceta (Carlo Concina - Bixio Cherubini)
6. Il primo mattino del mondo (Edilio Capotosti - Alberico Gentile - Antonietta De Simone)
7. Liebelei (Rolf Bauer - Screwball)

Lato B
1. Tango Italiano (Paresi - Luciano Beretta - Walter Malgoni)
2. Mare verde (Marotta - Salvatore Mazzocco)
3. Senza stelle (Le voyageur sans étoile) (Magenta - Marnay - Leo Chiosso)
4. Gringo (Battista Rampoldi - Danpa)
5. Sinfonia d'amore (Symphonie) (Alstone - Adorni)
6. Vita (Carlo Concina - Bixio Cherubini)
7. Eclissi di Sole (William Galassini - De Marco)

## Orchestre
- Orchestra Angelini - archi in tracce A1, A2, A5, A4, A7, B1, B2, B4, B5, B6
- Orchestra Cetra - archi in traccia A6
- Orchestra Zanetti Brothers - archi in traccia A3
- William Galassini e la sua orchestra - archi in tracce B3, B7